# پدربزرگ (فیلم ۱۹۲۵)
پدربزرگ (اسپانیایی: El abuelo‎) یک فیلم صامت اسپانیایی در ژانر درام است که در سال ۱۹۲۵ منتشر شد.